# Alyce und Rhae Andrece
Die Zwillingsschwestern Alyce Andrece (* 5. September 1936 in Thornton (Illinois) als Alice Rhae Bielfeldt; † 14. Mai 2005 in Sherman Oaks) und Rhae Andrece (* 5. September 1936 in Thornton (Illinois) als Rhae Alice Bielfeldt; † 2. März 2009 in Northridge) waren amerikanische Sängerinnen, die daneben auch gemeinsam als Schauspielerinnen arbeiteten.
Die eineiigen Zwillinge versuchten zunächst, als Gesangsduo Karriere zu machen. Sie traten zudem als Showgirls im Sands Hotel von Las Vegas auf. 1964 bildeten die beiden Schwestern gemeinsam mit Gary David das Gesangstrio The Sound of Feeling, das 1968 ein erstes Album mit Oliver Nelson bei Verve Records veröffentlichte. Nach Auftritten auf dem Newport Jazz Festival entstand für Mercury Records das Album Spleen (1969), bevor sich das Trio 1972 auflöste.
1967 spielten Alyce und Rhae Andrece die Androiden 1–250 bzw. 251–500 der Alice-Serie in der Episode Der dressierte Herrscher der Serie Raumschiff Enterprise. Die Zwillinge hatte auch Auftritte in den Fernseh-Serien Batman (1968), Bonanza (1969) und The Name of the Game (1970). Ihren einzigen Filmauftritt hatten die beiden Schwestern in Hell’s Bloody Devils (1970).